# 服部保長
服部 保長（はっとり やすなが、生没年不詳）は、戦国時代の忍者および武将。服部氏の当主。諱は正種ともいう。千賀地保遠の子。高山飛騨守室、千賀地保元、上島茂保室、松本忠繁室、服部保俊、服部保正、服部勘十郎、服部久太夫、服部正成、服部正刻、中根正重室、金田庄之助室の父。

## 経歴
伊賀国花垣村（現・三重県伊賀市）出身。先祖代々花垣村予野で忍者の頭領を務める一族の出とされ、初代服部半蔵（「半蔵」ではなく「半三」と記した記録もある）。
伊賀の忍者には服部氏族の子孫である「千賀地」「百地」「藤林」の三家があったが狭い土地において生活が逼迫したため、その中の一家である千賀地家の保長は旧姓である服部に戻し、一族を引き連れ伊賀を出て室町幕府12代将軍・足利義晴に仕える事となる（北面武士就任の説もある）。
だが当時は室町幕府の衰退期であり、保長は見切りをつけて三河国岡崎（現愛知県岡崎市）に赴き、松平清康に仕え、次いで永禄年間初めころ、徳川家に再仕官する。以上が通説であるが、詳細は不明である。また、松平家も清康の代には大きく伸長したが「森山崩れ」を境に一気に衰退、その間の保長の動向も不明である。
保長により築かれたとされる、予野の千賀地氏城に関する伝承によると、上記の伝承とは逆に、足利義晴に仕えていた服部保長が伊賀に戻って、千賀地氏を名乗った事になっている。
徳川家康の代に松平家改め徳川家が大きく伸長した頃には既にその子服部正成の代になっている。

## 登場作品

### 小説
- 戸部新十郎『服部半蔵（1）～（10）』光文社文庫書き下ろし、1987～1989年
- 山田風太郎『甲賀忍法帖』講談社文庫「山田風太郎忍法帖」、1998年